# Yiwu
Yiwu (in cinese semplificato: 义乌, in cinese tradizionale: 義烏, in pinyin: Yìwū) è una città-contea nella provincia cinese dello Zhejiang, nella prefettura di Jinhua, di circa 1,2 milioni di abitanti.